# Courvite à ailes bronzées
Rhinoptilus chalcopterus
Espèce
Statut de conservation UICN

 LC  : Préoccupation mineure
Le Courvite à ailes bronzées (Rhinoptilus chalcopterus) est une espèce d'oiseaux limicoles de la famille des Glareolidae.
Cet oiseau vit en Afrique subsaharienne.